# Nachal Mecadim
Nachal Mecadim (hebrejsky נחל מצדים) je vádí v jižním Izraeli, v centrální části Negevské pouště.
Začíná v nadmořské výšce necelých 600 metrů na úpatí masivu Har Chatira. Směřuje pak k západu kopcovitou pouštní krajinou. Severně od vesnice Merchav Am ústí zleva do vádí Nachal ha-Ro'a.